# Bulbophyllum quadrisetum
Bulbophyllum quadrisetum är en orkidéart som beskrevs av John Lindley. Bulbophyllum quadrisetum ingår i släktet Bulbophyllum och familjen orkidéer. Inga underarter finns listade i Catalogue of Life.